# Podział administracyjny województwa śląskiego
Strona ta przedstawia podział administracyjny województwa śląskiego.
(stan na dzień 1 stycznia 2025)

## Powiaty i gminy
Jednostkami administracyjnymi są gminy (miejskie, miejsko-wiejskie lub wiejskie). Miasta mogą stanowić gminy miejskie lub wchodzić w skład gmin miejsko-wiejskich. Gminy tworzą powiaty:
- miasta na prawach powiatu: Bielsko-Biała, Bytom, Chorzów, Częstochowa, Dąbrowa Górnicza, Gliwice, Jastrzębie-Zdrój, Jaworzno, Katowice, Mysłowice, Piekary Śląskie, Ruda Śląska, Rybnik, Siemianowice Śląskie, Sosnowiec, Świętochłowice, Tychy, Zabrze i Żory
- będziński ⇒ Będzin
  - miasta: Będzin, Czeladź, Siewierz, Sławków i Wojkowice
  - gminy miejskie: Będzin, Czeladź, Sławków i Wojkowice
  - gmina miejsko-wiejska: Siewierz
  - gminy wiejskie: Bobrowniki, Mierzęcice i Psary
- bielski ⇒ Bielsko-Biała
  - miasta: Czechowice-Dziedzice, Szczyrk i Wilamowice
  - gmina miejska: Szczyrk
  - gminy miejsko-wiejskie: Czechowice-Dziedzice i Wilamowice
  - gminy wiejskie: Bestwina, Buczkowice, Jasienica, Jaworze, Kozy, Porąbka i Wilkowice
- bieruńsko-lędziński ⇒ Bieruń
  - miasta: Bieruń, Imielin i Lędziny
  - gminy miejskie: Bieruń, Imielin i Lędziny
  - gminy wiejskie: Bojszowy i Chełm Śląski
- cieszyński ⇒ Cieszyn
  - miasta: Cieszyn, Skoczów, Strumień, Ustroń i Wisła
  - gminy miejskie: Cieszyn, Ustroń i Wisła
  - gminy miejsko-wiejskie: Skoczów i Strumień
  - gminy wiejskie: Brenna, Chybie, Dębowiec, Goleszów, Hażlach, Istebna i Zebrzydowice
- częstochowski ⇒ Częstochowa
  - miasta: Blachownia, Koniecpol, Przyrów i Olsztyn
  - gminy miejsko-wiejskie: Blachownia, Koniecpol, Przyrów i Olsztyn
  - gminy wiejskie: Dąbrowa Zielona, Janów, Kamienica Polska, Kłomnice, Konopiska, Kruszyna, Lelów, Mstów, Mykanów, Poczesna, Rędziny i Starcza
- gliwicki ⇒ Gliwice
  - miasta: Knurów, Pyskowice, Sośnicowice i Toszek
  - gminy miejskie: Knurów i Pyskowice
  - gminy miejsko-wiejskie: Sośnicowice i Toszek
  - gminy wiejskie: Gierałtowice, Pilchowice, Rudziniec i Wielowieś
- kłobucki ⇒ Kłobuck
  - miasta: Kłobuck i Krzepice
  - gminy miejsko-wiejskie: Kłobuck i Krzepice
  - gminy wiejskie: Lipie, Miedźno, Opatów, Panki, Popów (s. Zawady), Przystajń i Wręczyca Wielka
- lubliniecki ⇒ Lubliniec
  - miasta: Lubliniec i Woźniki
  - gmina miejska: Lubliniec
  - gmina miejsko-wiejska: Woźniki
  - gminy wiejskie: Boronów, Ciasna, Herby, Kochanowice, Koszęcin i Pawonków
- mikołowski ⇒ Mikołów
  - miasta: Łaziska Górne, Mikołów i Orzesze
  - gminy miejskie: Łaziska Górne, Mikołów i Orzesze
  - gminy wiejskie: Ornontowice i Wyry
- myszkowski ⇒ Myszków
  - miasta: Koziegłowy, Myszków i Żarki
  - gmina miejska: Myszków
  - gminy miejsko-wiejskie: Koziegłowy i Żarki
  - gminy wiejskie: Niegowa i Poraj
- pszczyński ⇒ Pszczyna
  - miasto: Pszczyna
  - gmina miejsko-wiejska: Pszczyna
  - gminy wiejskie: Goczałkowice-Zdrój, Kobiór, Miedźna, Pawłowice i Suszec
- raciborski ⇒ Racibórz
  - miasta: Krzanowice, Kuźnia Raciborska i Racibórz
  - gmina miejska: Racibórz
  - gminy miejsko-wiejskie: Krzanowice i Kuźnia Raciborska
  - gminy wiejskie: Kornowac, Krzyżanowice, Nędza, Pietrowice Wielkie i Rudnik
- rybnicki ⇒ Rybnik
  - miasto: Czerwionka-Leszczyny
  - gmina miejsko-wiejska: Czerwionka-Leszczyny
  - gminy wiejskie: Gaszowice, Jejkowice, Lyski i Świerklany (s. Świerklany Górne)
- tarnogórski ⇒ Tarnowskie Góry
  - miasta: Kalety, Miasteczko Śląskie, Radzionków i Tarnowskie Góry
  - gminy miejskie: Kalety, Miasteczko Śląskie, Radzionków i Tarnowskie Góry
  - gminy wiejskie: Krupski Młyn, Ożarowice, Świerklaniec, Tworóg i Zbrosławice
- wodzisławski ⇒ Wodzisław Śląski
  - miasta: Pszów, Radlin, Rydułtowy i Wodzisław Śląski
  - gminy miejskie: Pszów, Radlin, Rydułtowy i Wodzisław Śląski
  - gminy wiejskie: Godów, Gorzyce, Lubomia, Marklowice i Mszana
- zawierciański ⇒ Zawiercie
  - miasta: Łazy, Ogrodzieniec, Pilica, Poręba, Szczekociny, Włodowice i Zawiercie
  - gminy miejskie: Poręba i Zawiercie
  - gminy miejsko-wiejskie: Łazy, Ogrodzieniec, Pilica, Szczekociny i Włodowice
  - gminy wiejskie: Irządze, Kroczyce i Żarnowiec
- żywiecki ⇒ Żywiec
  - miasto: Żywiec
  - gmina miejska: Żywiec
  - gminy wiejskie: Czernichów, Gilowice, Jeleśnia, Koszarawa, Lipowa, Łękawica, Łodygowice, Milówka, Radziechowy-Wieprz (s. Wieprz), Rajcza, Ślemień, Świnna, Ujsoły i Węgierska Górka

## Powiaty – statystyki
| Powiat               | Stolica              | Powierzchnia [km²] (30.06.2016) | Liczba ludności (30.06.2016) | Gęstość zaludnienia [osoby/km²] (30.06.2016) | Wskaźnik P [zł/os. ] (30.06.2016) | Wyróżniki na tablicach rejestracyjnych |
| -------------------- | -------------------- | ------------------------------- | ---------------------------- | -------------------------------------------- | --------------------------------- | -------------------------------------- |
| będziński            | Będzin               | 368,02                          | 149 955                      | 411,8                                        | 248,67                            | SBE, KOL                               |
| bielski              | Bielsko-Biała        | 458,64                          | 162 495                      | 354,3                                        | 235,07                            | SBI                                    |
| Bielsko-Biała        | Bielsko-Biała        | 124,51                          | 172 407                      | 1384,7                                       | 2073,20                           | SB                                     |
| bieruńsko-lędziński  | Bieruń               | 158,15                          | 59 044                       | 373,3                                        | 277,44                            | SBL, STY                               |
| Bytom                | Bytom                | 69,44                           | 170 059                      | 2449,0                                       | 1317,32                           | SY                                     |
| Chorzów              | Chorzów              | 33,50                           | 109 541                      | 3270,0                                       | 1685,62                           | SH                                     |
| cieszyński           | Cieszyn              | 730,29                          | 177 604                      | 243,1                                        | 207,88                            | SCI                                    |
| Częstochowa          | Częstochowa          | 159,71                          | 227 270                      | 1423,0                                       | 1597,53                           | SC                                     |
| częstochowski        | Częstochowa          | 1519,49                         | 135 517                      | 89,0                                         | 164,64                            | SCZ                                    |
| Dąbrowa Górnicza     | Dąbrowa Górnicza     | 188,73                          | 122 451                      | 648,8                                        | 2515,15                           | SD                                     |
| Gliwice              | Gliwice              | 133,88                          | 182 969                      | 1366,7                                       | 2127,07                           | SG                                     |
| gliwicki             | Gliwice              | 664,37                          | 115 261                      | 173,5                                        | 221,63                            | SGL                                    |
| Jastrzębie-Zdrój     | Jastrzębie-Zdrój     | 85,33                           | 90 283                       | 1058,0                                       | 1575,22                           | SJZ                                    |
| Jaworzno             | Jaworzno             | 152,59                          | 92 618                       | 607,0                                        | 1907,92                           | SJ                                     |
| Katowice             | Katowice             | 164,64                          | 299 012                      | 1816,2                                       | 2341,90                           | SK                                     |
| kłobucki             | Kłobuck              | 889,00                          | 85 137                       | 95,8                                         | 163,53                            | SKL                                    |
| lubliniecki          | Lubliniec            | 822,25                          | 76 872                       | 93,5                                         | 166,17                            | SLU                                    |
| mikołowski           | Mikołów              | 233,06                          | 96 727                       | 414,9                                        | 289,70                            | SMI                                    |
| Mysłowice            | Mysłowice            | 65,62                           | 74 711                       | 1138,5                                       | 1805,88                           | SM                                     |
| myszkowski           | Myszków              | 478,62                          | 71 705                       | 149,6                                        | 184,68                            | SMY                                    |
| Piekary Śląskie      | Piekary Śląskie      | 39,98                           | 56 126                       | 1403,9                                       | 1464,43                           | SPI                                    |
| pszczyński           | Pszczyna             | 471,12                          | 109 954                      | 233,4                                        | 254,78                            | SPS                                    |
| raciborski           | Racibórz             | 543,98                          | 109 065                      | 200,6                                        | 166,95                            | SRC                                    |
| Ruda Śląska          | Ruda Śląska          | 77,73                           | 139 412                      | 1793,5                                       | 1537,97                           | SL, SRS                                |
| rybnicki             | Rybnik               | 223,64                          | 77 539                       | 346,7                                        | 225,63                            | SRB                                    |
| Rybnik               | Rybnik               | 148,36                          | 139 540                      | 940,6                                        | 1935,93                           | SR                                     |
| Siemianowice Śląskie | Siemianowice Śląskie | 25,50                           | 68 011                       | 2667,1                                       | 1438,62                           | SI                                     |
| Sosnowiec            | Sosnowiec            | 91,06                           | 206 516                      | 2267,9                                       | 1623,43                           | SO                                     |
| Świętochłowice       | Świętochłowice       | 13,31                           | 50 750                       | 3812,9                                       | 1277,43                           | SW                                     |
| tarnogórski          | Tarnowskie Góry      | 644,19                          | 138 975                      | 215,7                                        | 237,64                            | STA                                    |
| Tychy                | Tychy                | 81,81                           | 128 415                      | 1572,0                                       | 2157,09                           | ST                                     |
| wodzisławski         | Wodzisław Śląski     | 286,92                          | 157 845                      | 550,5                                        | 233,44                            | SWD, SWZ                               |
| Zabrze               | Zabrze               | 80,40                           | 175 882                      | 2187,6                                       | 1449,15                           | SZ                                     |
| zawierciański        | Zawiercie            | 1003,27                         | 119 957                      | 119,7                                        | 188,48                            | SZA                                    |
| Żory                 | Żory                 | 65,00                           | 61 942                       | 958,3                                        | 1567,65                           | SZO                                    |
| żywiecki             | Żywiec               | 1039,96                         | 153 026                      | 147,1                                        | 169,87                            | SZY                                    |

## Gminy – statystyki
Uwaga: wyróżniono nazwy miast na prawach powiatu i miast będących stolicą powiatu.
| Herb | Gmina                | Rodzaj gminy              | Powiat               | Powierzchnia [km²] (30.06.2016) | Liczba ludności (30.06.2016) | Gęstość zaludnienia [osoby/km²] (30.06.2016) | Wskaźnik G [zł/os. ] (30.06.2016) |
| ---- | -------------------- | ------------------------- | -------------------- | ------------------------------- | ---------------------------- | -------------------------------------------- | --------------------------------- |
|      | Będzin               | gmina miejska             | będziński            | 37,37                           | 57 761                       | 1545,7                                       | 1766,50                           |
|      | Bobrowniki           | gmina wiejska             | będziński            | 51,99                           | 11 905                       | 231,3                                        | 1740,86                           |
|      | Czeladź              | gmina miejska             | będziński            | 16,38                           | 32 225                       | 1967,3                                       | 1699,83                           |
|      | Mierzęcice           | gmina wiejska             | będziński            | 51,27                           | 7632                         | 154,4                                        | 1473,40                           |
|      | Siewierz             | gmina miejsko-wiejska     | będziński            | 115,76                          | 12 323                       | 108,2                                        | 2221,17                           |
|      | Sławków              | gmina miejska             | będziński            | 36,60                           | 7092                         | 193,4                                        | 2369,37                           |
|      | Psary                | gmina wiejska             | będziński            | 45,98                           | 11 939                       | 258,6                                        | 1615,69                           |
|      | Wojkowice            | gmina miejska             | będziński            | 12,77                           | 9078                         | 709,8                                        | 1367,21                           |
|      | Bestwina             | gmina wiejska             | bielski              | 37,92                           | 11 441                       | 301,7                                        | 1497,06                           |
|      | Buczkowice           | gmina wiejska             | bielski              | 19,33                           | 11 126                       | 571,7                                        | 1179,00                           |
|      | Czechowice-Dziedzice | gmina miejsko-wiejska     | bielski              | 66,00                           | 44 970                       | 676,0                                        | 1979,28                           |
|      | Jasienica            | gmina wiejska             | bielski              | 91,71                           | 23 471                       | 256,0                                        | 1431,82                           |
|      | Jaworze              | gmina wiejska             | bielski              | 21,13                           | 7145                         | 338,1                                        | 1830,37                           |
|      | Kozy                 | gmina wiejska             | bielski              | 26,90                           | 12 747                       | 476,7                                        | 1466,27                           |
|      | Porąbka              | gmina wiejska             | bielski              | 64,59                           | 15 420                       | 239,3                                        | 1361,67                           |
|      | Szczyrk              | gmina miejska             | bielski              | 39,07                           | 5726                         | 146,6                                        | 1774,44                           |
|      | Wilamowice           | gmina miejsko-wiejska     | bielski              | 56,72                           | 17 017                       | 296,8                                        | 1337,68                           |
|      | Wilkowice            | gmina wiejska             | bielski              | 33,90                           | 13 327                       | 387,4                                        | 1428,97                           |
|      | Bielsko-Biała        | miasto na prawach powiatu | Bielsko-Biała        | 124,51                          | 172 407                      | 1384,7                                       | 2073,20                           |
|      | Bieruń               | gmina miejska             | bieruńsko-lędziński  | 40,49                           | 19 575                       | 483,5                                        | 2546,43                           |
|      | Bojszowy             | gmina wiejska             | bieruńsko-lędziński  | 34,07                           | 7630                         | 219,9                                        | 1660,56                           |
|      | Chełm Śląski         | gmina wiejska             | bieruńsko-lędziński  | 23,22                           | 6144                         | 263,4                                        | 3008,35                           |
|      | Imielin              | gmina miejska             | bieruńsko-lędziński  | 27,99                           | 8888                         | 317,5                                        | 2574,39                           |
|      | Lędziny              | gmina miejska             | bieruńsko-lędziński  | 31,65                           | 16 807                       | 531,0                                        | 1460,59                           |
|      | Bytom                | miasto na prawach powiatu | Bytom                | 69,44                           | 170 059                      | 2449,0                                       | 1317,32                           |
|      | Chorzów              | miasto na prawach powiatu | Chorzów              | 33,50                           | 109 541                      | 3270,0                                       | 1685,62                           |
|      | Brenna               | gmina wiejska             | cieszyński           | 95,54                           | 11 128                       | 116,4                                        | 1505,38                           |
|      | Chybie               | gmina wiejska             | cieszyński           | 32,00                           | 9656                         | 304,1                                        | 1228,73                           |
|      | Cieszyn              | gmina miejska             | cieszyński           | 28,61                           | 35 173                       | 1229,4                                       | 1801,52                           |
|      | Dębowiec             | gmina wiejska             | cieszyński           | 42,48                           | 5786                         | 135,7                                        | 1437,88                           |
|      | Goleszów             | gmina wiejska             | cieszyński           | 65,89                           | 13 074                       | 198,5                                        | 1296,87                           |
|      | Hażlach              | gmina wiejska             | cieszyński           | 49,02                           | 10 703                       | 219,4                                        | 1125,11                           |
|      | Istebna              | gmina wiejska             | cieszyński           | 84,25                           | 11 985                       | 142,1                                        | 861,61                            |
|      | Skoczów              | gmina miejsko-wiejska     | cieszyński           | 63,27                           | 26 788                       | 421,5                                        | 1529,30                           |
|      | Strumień             | gmina miejsko-wiejska     | cieszyński           | 58,46                           | 12 983                       | 221,8                                        | 1502,39                           |
|      | Ustroń               | gmina miejska             | cieszyński           | 59,03                           | 16 017                       | 271,3                                        | 2147,68                           |
|      | Wisła                | gmina miejska             | cieszyński           | 110,17                          | 11 074                       | 100,5                                        | 2009,11                           |
|      | Zebrzydowice         | gmina wiejska             | cieszyński           | 41,68                           | 13 237                       | 319,6                                        | 1409,32                           |
|      | Częstochowa          | miasto na prawach powiatu | Częstochowa          | 159,71                          | 227 270                      | 1423,0                                       | 1597,53                           |
|      | Blachownia           | gmina miejsko-wiejska     | częstochowski        | 36,66                           | 9735                         | 265,5                                        | 1154,53                           |
|      | Dąbrowa Zielona      | gmina wiejska             | częstochowski        | 100,33                          | 3917                         | 39,0                                         | 954,76                            |
|      | Janów                | gmina wiejska             | częstochowski        | 146,96                          | 5983                         | 40,8                                         | 1032,45                           |
|      | Kamienica Polska     | gmina wiejska             | częstochowski        | 46,72                           | 5619                         | 121,0                                        | 1735,30                           |
|      | Kłomnice             | gmina wiejska             | częstochowski        | 147,85                          | 13 634                       | 92,3                                         | 1093,68                           |
|      | Koniecpol            | gmina miejsko-wiejska     | częstochowski        | 146,75                          | 9671                         | 66,0                                         | 1059,88                           |
|      | Konopiska            | gmina wiejska             | częstochowski        | 78,11                           | 10 763                       | 137,1                                        | 1358,11                           |
|      | Kruszyna             | gmina wiejska             | częstochowski        | 93,42                           | 4891                         | 52,3                                         | 1022,24                           |
|      | Lelów                | gmina wiejska             | częstochowski        | 120,81                          | 4924                         | 39,8                                         | 1026,75                           |
|      | Mstów                | gmina wiejska             | częstochowski        | 119,84                          | 10 702                       | 84,4                                         | 1246,51                           |
|      | Mykanów              | gmina wiejska             | częstochowski        | 140,64                          | 14 967                       | 105,7                                        | 1072,22                           |
|      | Olsztyn              | gmina miejsko-wiejska     | częstochowski        | 109,13                          | 7748                         | 71,0                                         | 1694,12                           |
|      | Poczesna             | gmina wiejska             | częstochowski        | 60,13                           | 12 781                       | 213,1                                        | 1735,87                           |
|      | Przyrów              | gmina miejsko-wiejska     | częstochowski        | 80,44                           | 3837                         | 47,7                                         | 1045,13                           |
|      | Rędziny              | gmina wiejska             | częstochowski        | 41,36                           | 10 054                       | 243,9                                        | 1780,29                           |
|      | Starcza              | gmina wiejska             | częstochowski        | 20,10                           | 2832                         | 141,0                                        | 975,46                            |
|      | Dąbrowa Górnicza     | miasto na prawach powiatu | Dąbrowa Górnicza     | 188,73                          | 122 451                      | 648,8                                        | 2515,15                           |
|      | Gliwice              | miasto na prawach powiatu | Gliwice              | 133,88                          | 182 969                      | 1366,7                                       | 2127,07                           |
|      | Gierałtowice         | gmina wiejska             | gliwicki             | 39,00                           | 11 834                       | 310,9                                        | 2392,27                           |
|      | Knurów               | gmina miejska             | gliwicki             | 33,95                           | 38 685                       | 1139,5                                       | 1691,35                           |
|      | Pilchowice           | gmina wiejska             | gliwicki             | 67,51                           | 11 618                       | 166,4                                        | 1599,78                           |
|      | Pyskowice            | gmina miejska             | gliwicki             | 30,89                           | 18 418                       | 596,2                                        | 1291,06                           |
|      | Rudziniec            | gmina wiejska             | gliwicki             | 160,39                          | 10 638                       | 66,8                                         | 1672,81                           |
|      | Sośnicowice          | gmina miejsko-wiejska     | gliwicki             | 116,24                          | 8742                         | 75,0                                         | 1841,41                           |
|      | Toszek               | gmina miejsko-wiejska     | gliwicki             | 98,53                           | 9422                         | 94,4                                         | 1219,83                           |
|      | Wielowieś            | gmina wiejska             | gliwicki             | 116,59                          | 5904                         | 50,8                                         | 1174,46                           |
|      | Jastrzębie-Zdrój     | miasto na prawach powiatu | Jastrzębie-Zdrój     | 85,33                           | 90 283                       | 1058,0                                       | 1575,22                           |
|      | Jaworzno             | miasto na prawach powiatu | Jaworzno             | 152,59                          | 92 618                       | 607,0                                        | 1907,92                           |
|      | Katowice             | miasto na prawach powiatu | Katowice             | 164,64                          | 299 012                      | 1816,2                                       | 2341,90                           |
|      | Kłobuck              | gmina miejsko-wiejska     | kłobucki             | 130,40                          | 20 518                       | 157,8                                        | 1639,48                           |
|      | Krzepice             | gmina miejsko-wiejska     | kłobucki             | 78,99                           | 9238                         | 117,0                                        | 1300,58                           |
|      | Lipie                | gmina wiejska             | kłobucki             | 99,07                           | 6345                         | 64,1                                         | 1261,80                           |
|      | Miedźno              | gmina wiejska             | kłobucki             | 113,17                          | 7601                         | 67,4                                         | 869,46                            |
|      | Opatów               | gmina wiejska             | kłobucki             | 73,54                           | 6816                         | 92,8                                         | 879,63                            |
|      | Panki                | gmina wiejska             | kłobucki             | 54,94                           | 5088                         | 92,6                                         | 1358,68                           |
|      | Popów                | gmina wiejska             | kłobucki             | 102,21                          | 5965                         | 58,3                                         | 1256,67                           |
|      | Przystajń            | gmina wiejska             | kłobucki             | 88,85                           | 5895                         | 66,4                                         | 1255,25                           |
|      | Wręczyca Wielka      | gmina wiejska             | kłobucki             | 148,07                          | 17 671                       | 119,2                                        | 957,02                            |
|      | Boronów              | gmina wiejska             | lubliniecki          | 56,00                           | 3347                         | 58,4                                         | 1759,33                           |
|      | Ciasna               | gmina wiejska             | lubliniecki          | 134,17                          | 7562                         | 56,5                                         | 1400,12                           |
|      | Herby                | gmina wiejska             | lubliniecki          | 50,47                           | 6903                         | 80,4                                         | 1546,64                           |
|      | Kochanowice          | gmina wiejska             | lubliniecki          | 80,02                           | 6872                         | 85,9                                         | 1045,55                           |
|      | Koszęcin             | gmina wiejska             | lubliniecki          | 129,00                          | 11 878                       | 91,9                                         | 1101,18                           |
|      | Lubliniec            | gmina miejska             | lubliniecki          | 89,36                           | 24 038                       | 269,0                                        | 1769,60                           |
|      | Pawonków             | gmina wiejska             | lubliniecki          | 118,74                          | 6613                         | 55,6                                         | 882,93                            |
|      | Woźniki              | gmina miejsko-wiejska     | lubliniecki          | 127,00                          | 9659                         | 75,7                                         | 1379,64                           |
|      | Łaziska Górne        | gmina miejska             | mikołowski           | 20,07                           | 22 418                       | 1117,0                                       | 2464,12                           |
|      | Mikołów              | gmina miejska             | mikołowski           | 79,21                           | 40 027                       | 505,3                                        | 2346,49                           |
|      | Ornontowice          | gmina wiejska             | mikołowski           | 15,10                           | 5955                         | 385,4                                        | 1443,89                           |
|      | Orzesze              | gmina miejska             | mikołowski           | 82,89                           | 20 451                       | 244,1                                        | 1680,19                           |
|      | Wyry                 | gmina wiejska             | mikołowski           | 34,45                           | 7876                         | 227,5                                        | 1661,58                           |
|      | Mysłowice            | miasto na prawach powiatu | Mysłowice            | 65,62                           | 74 711                       | 1138,5                                       | 1805,88                           |
|      | Koziegłowy           | gmina miejsko-wiejska     | myszkowski           | 159,16                          | 14 387                       | 90,1                                         | 1226,69                           |
|      | Myszków              | gmina miejska             | myszkowski           | 74,00                           | 32 250                       | 438,2                                        | 1409,94                           |
|      | Niegowa              | gmina wiejska             | myszkowski           | 87,57                           | 5721                         | 65,0                                         | 763,69                            |
|      | Poraj                | gmina wiejska             | myszkowski           | 58,53                           | 10 928                       | 191,5                                        | 1598,47                           |
|      | Żarki                | gmina miejsko-wiejska     | myszkowski           | 100,67                          | 8419                         | 83,4                                         | 1004,13                           |
|      | Piekary Śląskie      | miasto na prawach powiatu | Piekary Śląskie      | 39,98                           | 56 126                       | 1403,9                                       | 1464,43                           |
|      | Goczałkowice-Zdrój   | gmina wiejska             | pszczyński           | 48,64                           | 6684                         | 141,0                                        | 2306,18                           |
|      | Kobiór               | gmina wiejska             | pszczyński           | 49,50                           | 4905                         | 101,9                                        | 1695,27                           |
|      | Miedźna              | gmina wiejska             | pszczyński           | 49,91                           | 16 198                       | 323,4                                        | 1273,55                           |
|      | Pawłowice            | gmina wiejska             | pszczyński           | 75,77                           | 18 101                       | 239,2                                        | 1117,97                           |
|      | Pszczyna             | gmina miejsko-wiejska     | pszczyński           | 174,01                          | 50 744                       | 291,6                                        | 1651,07                           |
|      | Suszec               | gmina wiejska             | pszczyński           | 75,60                           | 12 060                       | 160,6                                        | 1003,24                           |
|      | Kornowac             | gmina wiejska             | raciborski           | 26,30                           | 5148                         | 196,5                                        | 1156,38                           |
|      | Krzanowice           | gmina miejsko-wiejska     | raciborski           | 47,06                           | 5806                         | 123,0                                        | 926,49                            |
|      | Krzyżanowice         | gmina wiejska             | raciborski           | 69,67                           | 11 328                       | 162,5                                        | 1141,62                           |
|      | Kuźnia Raciborska    | gmina miejsko-wiejska     | raciborski           | 126,84                          | 11 904                       | 94,0                                         | 1085,14                           |
|      | Nędza                | gmina wiejska             | raciborski           | 57,14                           | 7385                         | 129,1                                        | 1010,59                           |
|      | Pietrowice Wielkie   | gmina wiejska             | raciborski           | 68,07                           | 6966                         | 102,5                                        | 1100,23                           |
|      | Racibórz             | gmina miejska             | raciborski           | 75,01                           | 55 405                       | 738,6                                        | 1545,61                           |
|      | Rudnik               | gmina wiejska             | raciborski           | 73,87                           | 5123                         | 69,3                                         | 1120,51                           |
|      | Ruda Śląska          | miasto na prawach powiatu | Ruda Śląska          | 77,73                           | 139 412                      | 1793,5                                       | 1537,97                           |
|      | Czerwionka-Leszczyny | gmina miejsko-wiejska     | rybnicki             | 115,65                          | 42 062                       | 366,9                                        | 1367,87                           |
|      | Gaszowice            | gmina wiejska             | rybnicki             | 19,54                           | 9524                         | 479,8                                        | 1173,62                           |
|      | Jejkowice            | gmina wiejska             | rybnicki             | 7,59                            | 4078                         | 537,3                                        | 1387,06                           |
|      | Lyski                | gmina wiejska             | rybnicki             | 57,83                           | 9626                         | 167,7                                        | 1404,29                           |
|      | Świerklany           | gmina wiejska             | rybnicki             | 24,02                           | 12 249                       | 506,8                                        | 1855,18                           |
|      | Rybnik               | miasto na prawach powiatu | Rybnik               | 148,36                          | 139 540                      | 940,6                                        | 1935,93                           |
|      | Siemianowice Śląskie | miasto na prawach powiatu | Siemianowice Śląskie | 25,50                           | 68 011                       | 2667,1                                       | 1438,62                           |
|      | Sosnowiec            | miasto na prawach powiatu | Sosnowiec            | 91,06                           | 206 516                      | 2267,9                                       | 1623,43                           |
|      | Świętochłowice       | miasto na prawach powiatu | Świętochłowice       | 13,31                           | 50 750                       | 3812,9                                       | 1277,43                           |
|      | Kalety               | gmina miejska             | tarnogórski          | 76,29                           | 8489                         | 113,2                                        | 1135,77                           |
|      | Krupski Młyn         | gmina wiejska             | tarnogórski          | 39,08                           | 3231                         | 82,7                                         | 2158,04                           |
|      | Miasteczko Śląskie   | gmina miejska             | tarnogórski          | 67,83                           | 7379                         | 108,8                                        | 2138,57                           |
|      | Ożarowice            | gmina wiejska             | tarnogórski          | 43,72                           | 5714                         | 124,5                                        | 2668,65                           |
|      | Radzionków           | gmina miejska             | tarnogórski          | 13,15                           | 16 965                       | 1285,2                                       | 1652,81                           |
|      | Świerklaniec         | gmina wiejska             | tarnogórski          | 44,26                           | 11 888                       | 266,4                                        | 1870,47                           |
|      | Tarnowskie Góry      | gmina miejska             | tarnogórski          | 83,72                           | 61 099                       | 729,8                                        | 1591,90                           |
|      | Tworóg               | gmina wiejska             | tarnogórski          | 124,92                          | 8183                         | 65,4                                         | 1227,13                           |
|      | Zbrosławice          | gmina wiejska             | tarnogórski          | 148,71                          | 15 879                       | 107,0                                        | 1621,16                           |
|      | Tychy                | miasto na prawach powiatu | Tychy                | 81,81                           | 128 415                      | 1572,0                                       | 2157,09                           |
|      | Godów                | gmina wiejska             | wodzisławski         | 38,05                           | 13 567                       | 356,6                                        | 1483,37                           |
|      | Gorzyce              | gmina wiejska             | wodzisławski         | 64,58                           | 20 992                       | 325,1                                        | 1362,81                           |
|      | Lubomia              | gmina wiejska             | wodzisławski         | 41,78                           | 7914                         | 189,4                                        | 1466,55                           |
|      | Marklowice           | gmina wiejska             | wodzisławski         | 13,69                           | 5412                         | 395,3                                        | 1835,87                           |
|      | Mszana               | gmina wiejska             | wodzisławski         | 31,22                           | 7582                         | 242,9                                        | 1204,43                           |
|      | Pszów                | gmina miejska             | wodzisławski         | 20,44                           | 14 189                       | 694,2                                        | 1494,40                           |
|      | Radlin               | gmina miejska             | wodzisławski         | 12,53                           | 17 892                       | 1427,9                                       | 2109,85                           |
|      | Rydułtowy            | gmina miejska             | wodzisławski         | 14,95                           | 21 713                       | 1452,4                                       | 1310,50                           |
|      | Wodzisław Śląski     | gmina miejska             | wodzisławski         | 49,51                           | 48 584                       | 981,3                                        | 1486,96                           |
|      | Zabrze               | miasto na prawach powiatu | Zabrze               | 80,40                           | 175 882                      | 2187,6                                       | 1449,15                           |
|      | Irządze              | gmina wiejska             | zawierciański        | 73,55                           | 2703                         | 38,1                                         | 887,82                            |
|      | Kroczyce             | gmina wiejska             | zawierciański        | 110,15                          | 6296                         | 57,2                                         | 967,99                            |
|      | Łazy                 | gmina miejsko-wiejska     | zawierciański        | 132,56                          | 16 010                       | 120,4                                        | 1391,61                           |
|      | Ogrodzieniec         | gmina miejsko-wiejska     | zawierciański        | 85,69                           | 9210                         | 108,6                                        | 1347,98                           |
|      | Pilica               | gmina miejsko-wiejska     | zawierciański        | 138,89                          | 8718                         | 61,1                                         | 1208,35                           |
|      | Poręba               | gmina miejska             | zawierciański        | 40,04                           | 8654                         | 216,4                                        | 1326,33                           |
|      | Szczekociny          | gmina miejsko-wiejska     | zawierciański        | 136,09                          | 7932                         | 59,2                                         | 1228,47                           |
|      | Włodowice            | gmina miejsko-wiejska     | zawierciański        | 76,29                           | 5219                         | 68,0                                         | 1101,33                           |
|      | Zawiercie            | gmina miejska             | zawierciański        | 85,25                           | 50 504                       | 592,4                                        | 1707,75                           |
|      | Żarnowiec            | gmina wiejska             | zawierciański        | 124,77                          | 4706                         | 37,7                                         | 814,73                            |
|      | Żory                 | miasto na prawach powiatu | Żory                 | 65,00                           | 61 942                       | 958,3                                        | 1567,65                           |
|      | Czernichów           | gmina wiejska             | żywiecki             | 56,26                           | 6799                         | 120,5                                        | 1943,40                           |
|      | Gilowice             | gmina wiejska             | żywiecki             | 28,15                           | 6196                         | 221,7                                        | 1219,25                           |
|      | Jeleśnia             | gmina wiejska             | żywiecki             | 170,51                          | 13 394                       | 78,5                                         | 1085,64                           |
|      | Koszarawa            | gmina wiejska             | żywiecki             | 31,24                           | 2420                         | 76,7                                         | 872,56                            |
|      | Lipowa               | gmina wiejska             | żywiecki             | 58,08                           | 10 497                       | 178,8                                        | 987,89                            |
|      | Łękawica             | gmina wiejska             | żywiecki             | 42,77                           | 4467                         | 104,4                                        | 1098,24                           |
|      | Łodygowice           | gmina wiejska             | żywiecki             | 35,20                           | 14 131                       | 394,1                                        | 1248,44                           |
|      | Milówka              | gmina wiejska             | żywiecki             | 98,33                           | 10 047                       | 101,6                                        | 786,27                            |
|      | Radziechowy-Wieprz   | gmina wiejska             | żywiecki             | 65,94                           | 13 068                       | 201,8                                        | 745,61                            |
|      | Rajcza               | gmina wiejska             | żywiecki             | 131,17                          | 8973                         | 68,3                                         | 907,16                            |
|      | Ślemień              | gmina wiejska             | żywiecki             | 45,87                           | 3524                         | 78,3                                         | 1038,95                           |
|      | Świnna               | gmina wiejska             | żywiecki             | 39,40                           | 8063                         | 205,8                                        | 887,16                            |
|      | Ujsoły               | gmina wiejska             | żywiecki             | 109,95                          | 4552                         | 41,5                                         | 836,87                            |
|      | Węgierska Górka      | gmina wiejska             | żywiecki             | 77,06                           | 15 107                       | 197,6                                        | 1079,66                           |
|      | Żywiec               | gmina miejska             | żywiecki             | 50,54                           | 31 770                       | 628,6                                        | 1822,89                           |

## Zmiany od 1 stycznia 1999
- nadania praw miejskich
  - 1 stycznia 2001: Krzanowice (powiat raciborski)
  - 1 stycznia 2022: Olsztyn (powiat częstochowski)
  - 1 stycznia 2023: Włodowice (powiat zawierciański)
  - 1 stycznia 2024: Przyrów (powiat częstochowski)
- zmiany granic:
  - województw
    - 1 stycznia 2002: miasto Sławków zostało odłączone od powiatu olkuskiego w województwie małopolskim, a zostało przyłączone do powiatu będzińskiego w województwie śląskim

  - powiatów
    - 1 stycznia 2000: część terenu miasta na prawach powiatu Tychy została przyłączona do miasta Bieruń w powiecie tyskim[i]
    - 1 stycznia 2001: część terenu miasta Czerwionka-Leszczyny w powiecie rybnickim została przyłączona do miasta Knurów w powiecie gliwickim, natomiast część terenu miasta Knurów w powiecie gliwickim została przyłączona do miasta Czerwionka-Leszczyny w powiecie rybnickim[j]
    - 1 stycznia 2001: część terenu gminy Pilchowice w powiecie gliwickim została przyłączona do miasta na prawach powiatu Rybnik
    - 1 stycznia 2003: część terenu miasta Radzionków w powiecie tarnogórskim została przyłączona do miasta na prawach powiatu Bytom
    - 1 stycznia 2011: część terenu gminy Pawłowice w powiecie pszczyńskim została przyłączona do miasta na prawach powiatu Żory
    - 1 stycznia 2012: część terenu gminy Kobiór w powiecie pszczyńskim została przyłączona do gminy Wyry w powiecie mikołowskim
    - 1 stycznia 2024: część terenu miasta Rydułtowy w powiecie wodzisławskim została przyłączona do miasta na prawach powiatu Rybnik
    - 1 stycznia 2024: część terenu miasta na prawach powiatu Żory została przyłączona do miasta na prawach powiatu Rybnik, natomiast część terenu miasta na prawach powiatu Rybnik została przyłączona do miast na prawach powiatu Żory[j]

  - miast i gmin
    - 1 stycznia 2000: powiat tyski[k] – część terenu gminy Chełm Śląski została przyłączona do miasta Bieruń
    - 1 stycznia 2001: powiat żywiecki – część terenu gminy Łodygowice została przyłączona do miasta Żywiec
    - 1 stycznia 2001: powiat żywiecki – część terenu gminy Koszarawa została przyłączona do gminy Jeleśnia
    - 1 stycznia 2002: powiat gliwicki – część terenu miasta Knurów została przyłączona do gminy Gierałtowice
    - 1 stycznia 2006: powiat żywiecki – część terenu gminy Radziechowy-Wieprz została przyłączona do gminy Węgierska Górka
    - 1 stycznia 2010: powiat lubliniecki – część terenu miasta Lubliniec została przyłączona do gminy Koszęcin
    - 1 stycznia 2011: powiat bieruńsko-lędziński – część terenu gminy Chełm Śląski została przyłączona do miasta Imielin
    - 1 stycznia 2025: powiat mikołowski – część terenu gminy Ornontowice została przyłączona do miasta Orzesze, natomiast część terenu miasta Orzesze została przyłączona do gminy Ornontowice
    - 1 stycznia 2025: powiat częstochowski – część terenu miasta Olsztyn została przyłączona do gminy Olsztyn

- siedziby i nazwy powiatów
  - 1 stycznia 2002: powiat tyski został przemianowany na powiat bieruńsko-lędziński, a jego siedziba została przeniesiona z Tychów do Bierunia
- siedziby i nazwy miast i gmin
  - 31 grudnia 1999: siedziba gminy Zebrzydowice w powiecie cieszyńskim została przeniesiona z sołectwa Zebrzydowice Górne do Zebrzydowic
  - 1 stycznia 2000: siedziba gminy Świerklany w powiecie rybnickim została przeniesiona ze Świerklan Górnych do Jankowic Rybnickich[l]
  - 1 stycznia 2005: siedziba gminy Popów w powiecie kłobuckim została przeniesiona z Popowa do Zawad